# Phyllocnistis loxosticha
Phyllocnistis loxosticha är en fjärilsart som beskrevs av Bradley 1965. Phyllocnistis loxosticha ingår i släktet Phyllocnistis och familjen styltmalar.
Artens utbredningsområde är Uganda. Inga underarter finns listade i Catalogue of Life.